# When You Look Me in the Eyes
When You Look Me in the Eyes (от английски: „Когато ме погледнеш в очите“) е песен на американската поп рок група Jonas Brothers. Тя излиза като трети сингъл от едноименния албум на групата. Във Обединеното кралство е пусната като А-страна на Burnin' Up.
Песента има две версии, с различен текст и издаване. Първата е включена в албума Nicholas Jonas (включва Джо и Кевин Джонас Старши (бащата), а Кевин Младши свири на китара), а втората излиза в албума Jonas Brothers.
Турнето на групата, Look Me in the Eyes Tour е кръстено на песента, която тъкмо излизала по негово време.
В Япония песента е пусната като първи сингъл от третия им албум, A Little Bit Longer, но под името Love is Watching Each Other („Любовта е в гледането един друг“) и на японски изглежда така: 見つめあう恋.

## Информация за песента
Текстът говори за любовта, за нейната магия. Казва, че когато между двама души има любов, всичко е наред, те намират рая си, всичко е възможно. 

## Представяне в класации
When You Look Me in the Eyes достига №25 в Billboard Hot 100. На 15 август 2008 отново влиза в австралийската ARIA и достига №46, задминавайки предишния им сингъл, SOS, и бивайки задминат по-късно от следващия – Burnin' Up.
| Класации (2008 – 2009)  | Най-висока позиция |
| ----------------------- | ------------------ |
| Топ 100 сингли Япония   | 3                  |
| Топ 100 сингли САЩ      | 25                 |
| Billboard Hot 100       | 25                 |
| Топ 100 сингли Канада   | 30                 |
| Топ 50 сингли Австралия | 46                 |

### US CD
1. When You Look Me in the Eyes (Студийна версия) – 4:09
2. S.O.S (На живо) – 2:35

### UK CD
1. Burnin' Up (Студийна версия, включваща Големия Роб) – 2:54
2. When You Look Me in the Eyes (Студийна версия) – 4:09

## = UK Download
1. When You Look Me in the Eyes (Студийна версия) – 4:09
2. Burnin' Up (На живо с Големия Роб) – 3:01

### Japan CD
1. When You Look Me in the Eyes (Студийна версия) – 4:09
2. Burnin' Up (Студийна версия, включваща Големия Роб) – 2:54
3. When You Look Me in the Eyes (На живо) – 4:14

### Japan Download
1. When You Look Me in the Eyes (Студийна версия за албума) – 4:09
2. When You Look Me in the Eyes (Първа версия) – 4:01

## Видео клип
Клипът е черно бял и представлява кадри на братята, докато са на турне. Франки Джонас също участва. Видеото излиза на 25 януари 2008 по Канал Дисни и на 20 април същата година по Канал Дисни Азия.

## Кавъри
- Ийгън Куиг прави кавър на песента и го включва в едноименния си албум, издаден на 6 април 2009.